# Richtlinie 2013/32/EU (Asylverfahrensrichtlinie)
Die Richtlinie 2013/32/EU des Europäischen Parlaments und des Rates vom 26. Juni 2013 zum gemeinsamen Verfahren für die Zuerkennung und Aberkennung des internationalen Schutzes (Neufassung) führt im Rahmen des Gemeinsamen Europäischen Asylsystems gemeinsame Verfahren für die Zuerkennung und Aberkennung des internationalen Schutzes gemäß der Richtlinie 2011/95/EU ein.

## Geltungsbereich
Die Verordnung gilt in den Mitgliedstaaten der Europäischen Union außer Irland und Dänemark.

## Inhalt
- Kapitel I (Artikel 1 bis 5): In den allgemeinen Bestimmungen werden Zweck, Begriffsbestimmungen, Anwendungsbereich, zuständige Behörden und die Möglichkeit der Einführung günstigerer Bestimmungen festgelegt.
- Kapitel II (Artikel 6 bis 30) regelt Grundsätze und Garantien.
- Kapitel III (Artikel 31 bis 43) regelt das erstinstanzliche Verfahren, wobei die Artikel 36 und 37 den sicheren Herkunftsstaat und Artikel 38 den sicheren Drittstaat definieren.
- Kapitel IV (Artikel 44 und 45) regelt das Verfahren zur Aberkennung des internationalen Schutzes.
- Kapitel V (Artikel 46) regelt Rechtsbehelfe.
- Kapitel VI (Artikel 47 bis 53) enthält Schlussbestimmungen.

Die Richtlinie enthält weiterhin das Konzept des sicheren Herkunftsstaates, das bereits in der früheren Richtlinie 2005/85/EG eingeführt wurde.
In Artikel 31 (frühere Richtlinie: Artikel 23) ist das Prüfungsverfahren festgelegt, welches „unbeschadet einer angemessenen und vollständigen Prüfung so rasch wie möglich zum Abschluss gebracht“ werden soll. In diesem Artikel ist insbesondere auch angegeben, unter welchen Umständen die Mitgliedstaaten ein beschleunigtes Prüfungsverfahren durchführen können. Asylverfahren in der Europäischen Union müssen künftig innerhalb von höchstens sechs Monaten abgeschlossen werden. Unter bestimmten Voraussetzungen kann diese Frist um weitere neun Monate verlängert werden. Die einzelnen Staaten hatten für die Umsetzung dieser Vorgabe Zeit bis zum 20. Juli 2018.

## Frühere Asylverfahrensrichtlinie
Die Richtlinie 2005/85/EG des Rates vom 1. Dezember 2005 über Mindestnormen für Verfahren in den Mitgliedsstaaten zur Zuerkennung und Aberkennung der Flüchtlingseigenschaft, auch Asylverfahrensrichtlinie genannt, legte Mindestnormen für Asylverfahren fest.
Ein vielfach zitiertes Grundprinzip war in Artikel 18 der Richtlinie 2005/85/EG festgehalten, dem zufolge eine Person nicht allein deshalb inhaftiert werden darf, weil sie internationalen Schutz beantragt hat.
Von Bedeutung im Sinne einer Verschärfung des Asylrechts war insbesondere Artikel 36 der Richtlinie 2005/85/EG, der das Konzept der sicheren Drittstaaten, in die Asylsuchende zurückgeschickt werden können, einführte. Des Weiteren enthält die Richtlinie Vorschriften, die es Staaten erlauben, abgelehnte Asylsuchende bereits vor der abschließenden Entscheidung ihres Verfahrens abzuschieben.
Bereits die Richtlinie 2005/85/EG definierte in Artikeln 29 bis 31 auch das Konzept des sicheren Herkunftsstaats, enthielt aber keine Listen sicherer Herkunftsstaaten. Stattdessen sah sie in Artikel 29 eine zu erstellende gemeinsame Minimalliste sicherer Herkunftsstaaten vor, die nach den in Anhang II festgelegten Kriterien zu erstellen sei. Mitgliedsstaaten konnten nach Artikel 30 unter bestimmten Umständen weitere Staaten als sichere Herkunftsstaaten behandeln.